# Abbazia territoriale di Monte Oliveto Maggiore

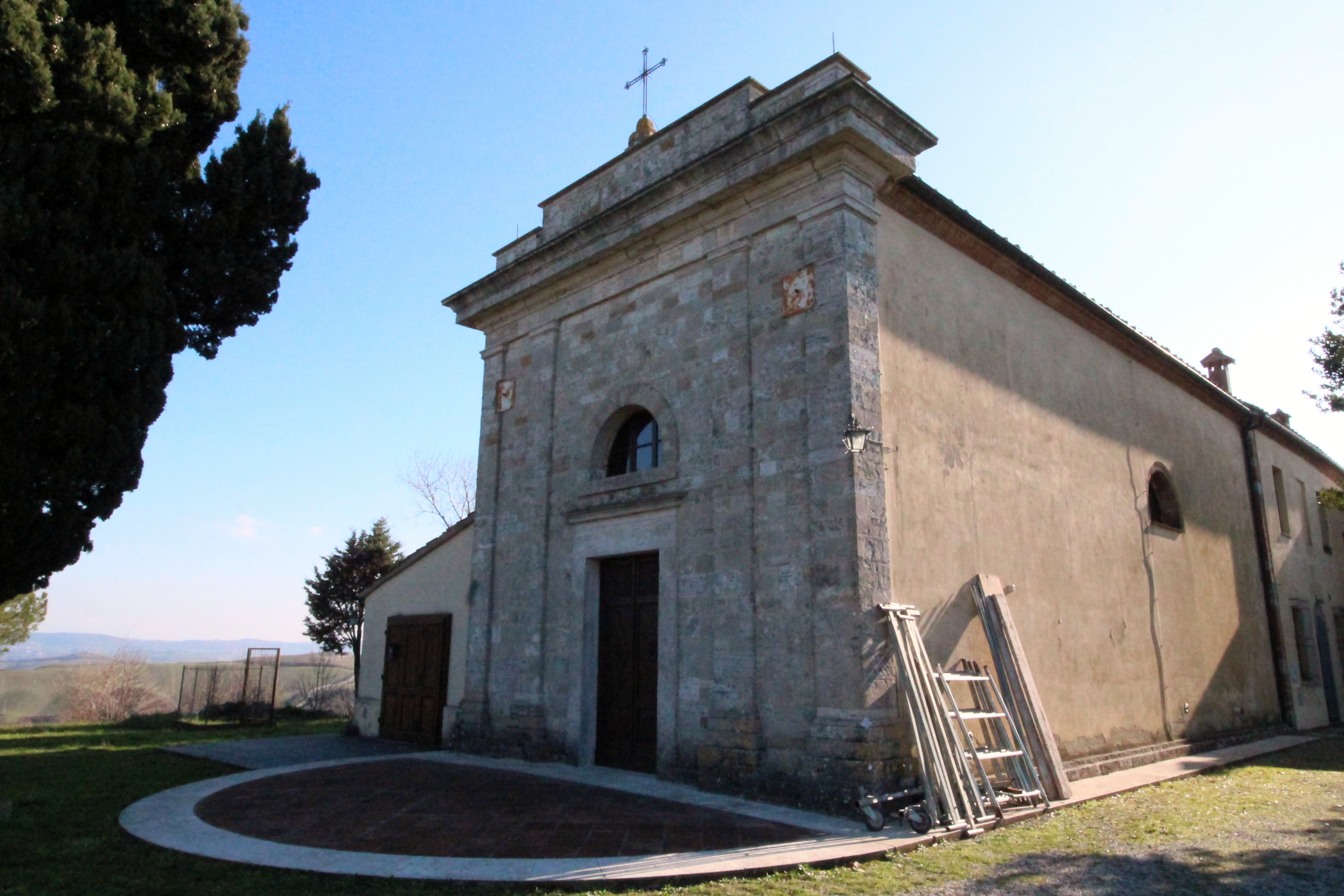
Chiesa parrocchiale di San Florenzo di Vescona.

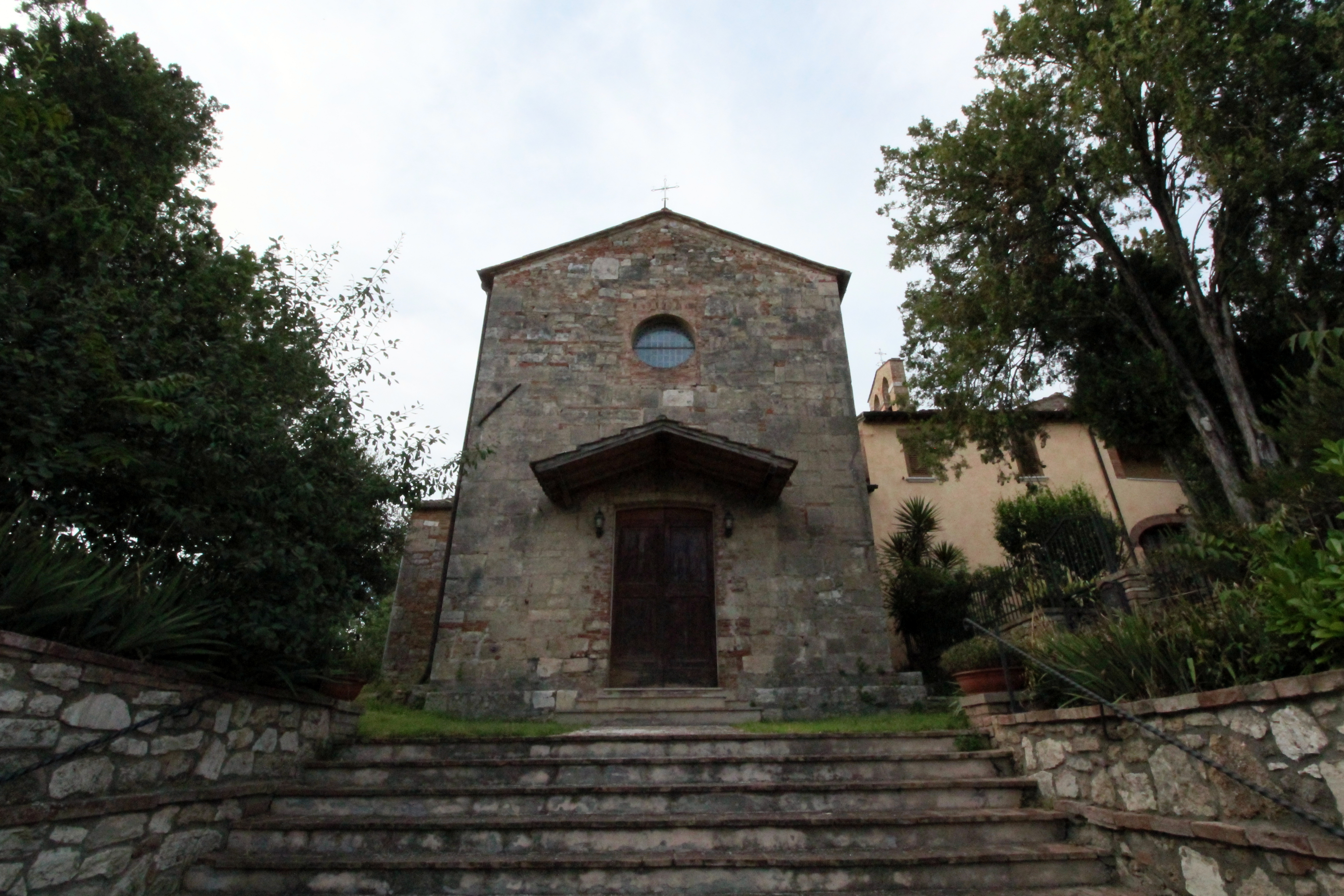
Chiesa parrocchiale di San Giovanni Battista di Pievina.

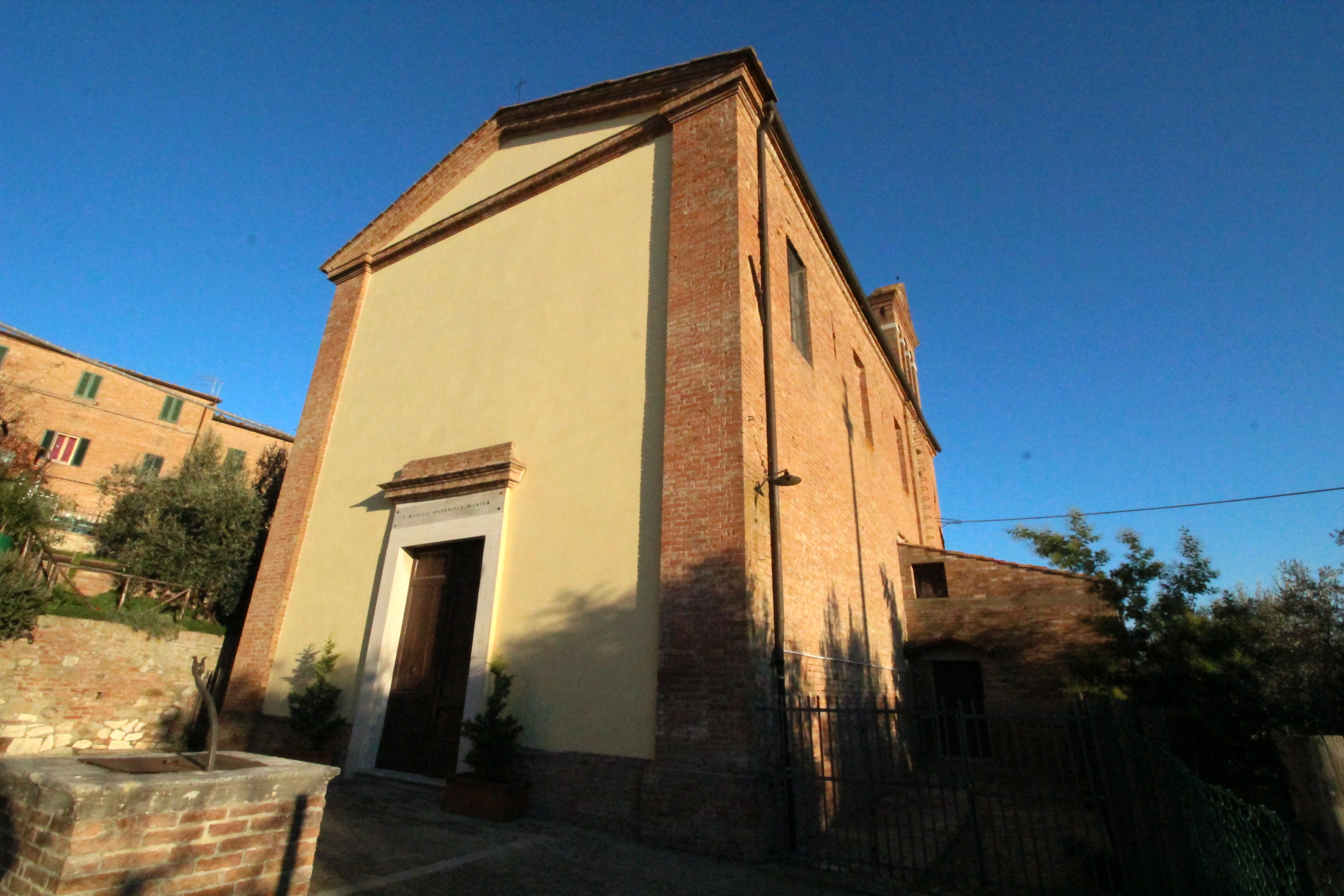
Chiesa parrocchiale di San Michele Arcangelo di Chiusure.

L'abbazia territoriale di Monte Oliveto Maggiore (in latino Abbatia territorialis Sanctae Mariae Montis Oliveti Maioris) è una sede della Chiesa cattolica in Italia immediatamente soggetta alla Santa Sede, appartenente alla regione ecclesiastica Toscana. Nel 2023 contava 530 battezzati su 530 abitanti. È retta dall'abate ordinario Diego Maria Rosa, O.S.B.Oliv.

## Territorio
La diocesi abbaziale comprende 4 parrocchie nel comune di Asciano (provincia di Siena) in Toscana, per un totale di circa 500 abitanti.
Sede abbaziale è la cattedrale della Natività di Maria di Monte Oliveto Maggiore, nella frazione Chiusure di Asciano.
Le altre tre parrocchie sono:
- San Florenzo, in località Vescona;
- San Giovanni Battista, in località Pievina;
- San Michele Arcangelo, nella frazione di Chiusure.

Tutte le parrocchie sono officiate da sacerdoti religiosi membri della Congregazione benedettina olivetana (Congregatio S. Mariae Montis Oliveti); non ci sono sacerdoti diocesani.

## Storia
L'abbazia di Monte Oliveto venne fondata nel 1313 da san Bernardo Tolomei (1272-1348), maestro di diritto nello Studio senese e membro della famiglia Tolomei, una delle casate nobili più potenti di Siena; giunto al quarantesimo anno di età si ritirò in questo luogo solitario conosciuto come il "deserto" di Accona, proprietà della sua famiglia.
La fondazione del monastero fu approvata nel 1319 dal vescovo di Arezzo Guido Tarlati, il quale impose ai religiosi l'osservanza della regola benedettina. La costruzione del monastero iniziò nel 1320 e nel 1344 la nuova Congregazione olivetana venne ufficialmente approvata da papa Clemente VI. L'imponente complesso religioso si trova nell'area meridionale del comune di Asciano. L'abbazia di Monte Oliveto Maggiore è archicenobio e casa madre di tutte le altre comunità olivetane del mondo; l'abate di Monte Oliveto è ex officio abate generale di tutta la Congregazione benedettina olivetana.
L'abbazia ebbe sempre una grande importanza nel territorio senese, infatti i suoi possedimenti arrivavano fino al borgo di Chiusure e nella Val d'Asso. Il fatto di essere anche dei grandi proprietari terrieri fece avere agli olivetani anche un ruolo nell'organizzazione agricola del territorio delle Crete.
Il 18 gennaio 1766, con la bolla Credita divinitus di papa Clemente XIII, Monte Oliveto ottenne l'esenzione dalla giurisdizione dei vescovi di Arezzo, erigendosi quindi in abbatia nullius dioecesis, privilegio confermato da papa Leone XIII nel 1899.
Il 1º maggio 1953 fu istituito il capitolo dell'abbazia in virtù della bolla Nullus hominum di papa Pio XII. La chiesa abbaziale è pertanto la cattedrale dell'abate ordinario.
Fino al 1947 l'abbazia non aveva pertinenze parrocchiali e la giurisdizione dell'abate era circoscritta ai soli confini del monastero. In tre diverse occasioni, nel 1947, nel 1963 e nel 1975, per provvedimento della Santa Sede, furono giuridicamente affidate all'abbazia le parrocchie circostanti tutte situate nel comune di Asciano e già appartenenti alle diocesi di Arezzo e di Pienza. Si venne così a formare la giurisdizione dell'abbazia territoriale, suddivisa nelle attuali quattro parrocchie di Monte Oliveto, Vescona, Pievina e Chiusure.

## Cronotassi degli abati ordinari
Nella presente cronotassi, che riporta gli abati dal 1900 ad oggi, si omettono i periodi di sede vacante non superiori ai 2 anni o non storicamente accertati.
- Ildebrando Polliuti, O.S.B.Oliv. † (8 gennaio 1899 - 10 settembre 1917 deceduto)
- Mauro Maria Parodi, O.S.B.Oliv. † (10 settembre 1917 succeduto - 10 agosto 1928 deceduto)
- Luigi Maria Perego, O.S.B.Oliv. † (15 ottobre 1928 - 1946 dimesso)
- Pietro Romualdo Maria Zilianti, O.S.B.Oliv. † (24 settembre 1946 - 1970 dimesso)
- Angelo Maria Sabatini, O.S.B.Oliv. † (9 ottobre 1970 - 1986 dimesso)
- Maurizio Benvenuto Maria Contorni, O.S.B.Oliv. † (25 novembre 1986 - 1992 dimesso)
- Michelangelo Maria Tiribilli, O.S.B.Oliv. † (16 ottobre 1992 - 21 ottobre 2010 dimesso)
- Diego Maria Rosa, O.S.B.Oliv., dal 21 ottobre 2010

## Statistiche
L'abbazia territoriale nel 2023 su una popolazione di 530 persone contava 530 battezzati, corrispondenti al 100,0% del totale.
| anno | popolazione | popolazione | popolazione | presbiteri | presbiteri | presbiteri | presbiteri                | diaconi | religiosi | religiosi | parrocchie |
| anno | battezzati  | totale      | %           | numero     | secolari   | regolari   | battezzati per presbitero | diaconi | uomini    | donne     | parrocchie |
| ---- | ----------- | ----------- | ----------- | ---------- | ---------- | ---------- | ------------------------- | ------- | --------- | --------- | ---------- |
| 1950 | 2.150       | 2.150       | 100,0       | 26         | 2          | 24         | 82                        |         | 66        | 3         | 4          |
| 1970 | 698         | 698         | 100,0       | 27         | 2          | 25         | 25                        |         | 53        | 15        | 7          |
| 1980 | 1.519       | 1.522       | 99,8        | 20         | 2          | 18         | 75                        |         | 46        | 8         | 9          |
| 1990 | 463         | 463         | 100,0       | 18         | 1          | 17         | 25                        | 1       | 28        | 6         | 4          |
| 1997 | 530         | 530         | 100,0       | 19         | 1          | 18         | 27                        | 2       | 26        | 8         | 4          |
| 2000 | 540         | 540         | 100,0       | 21         | 1          | 20         | 25                        |         | 28        | 7         | 4          |
| 2001 | 540         | 540         | 100,0       | 19         | 1          | 18         | 28                        |         | 26        | 6         | 4          |
| 2002 | 500         | 500         | 100,0       | 18         | 1          | 17         | 27                        |         | 25        | 6         | 4          |
| 2003 | 490         | 490         | 100,0       | 18         | 1          | 17         | 27                        |         | 25        | 6         | 4          |
| 2004 | 500         | 500         | 100,0       | 18         | 1          | 17         | 27                        | 1       | 26        | 6         | 4          |
| 2007 | 480         | 480         | 100,0       | 16         | 1          | 15         | 30                        |         | 24        | 6         | 4          |
| 2013 | 450         | 450         | 100,0       | 14         |            | 14         | 32                        |         | 22        | 9         | 4          |
| 2016 | 475         | 475         | 100,0       | 11         |            | 11         | 43                        |         | 25        | 8         | 4          |
| 2019 | 550         | 550         | 100,0       | 9          |            | 9          | 61                        |         | 25        | 6         | 4          |
| 2021 | 500         | 520         | 96,2        | 10         |            | 10         | 50                        |         | 21        | 8         | 4          |
| 2023 | 530         | 530         | 100,0       | 10         |            | 10         | 53                        |         | 20        | 8         | 4          |